# 坎佩斯特里 (米納斯吉拉斯州)

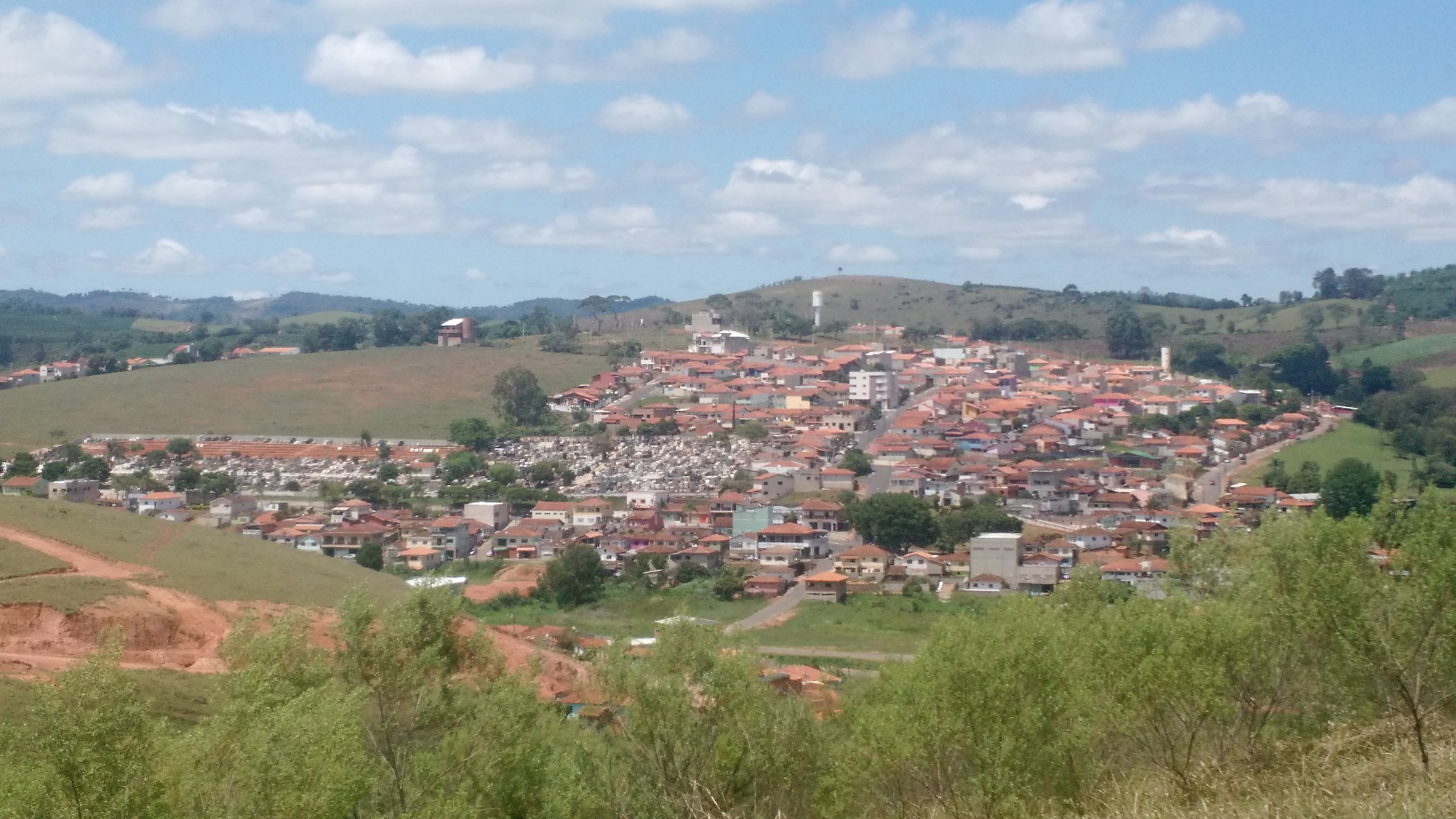
坎佩斯特里

坎佩斯特雷（葡萄牙語：Campestre）是巴西的城鎮，位於該國東南部，由米納斯吉拉斯州負責管轄，始建於1911年8月30日，面積577平方公里，海拔高度1,300米，2013年人口21,340，人口密度每平方公里36.97人。